# مائوریتزیو پکاریسی
مائوریتزیو پکاریسی (انگلیسی: Maurizio Peccarisi؛ زادهٔ ۱۷ فوریهٔ ۱۹۷۸) بازیکن فوتبال اهل ایتالیا است.
از باشگاه‌هایی که در آن بازی کرده‌است می‌توان به باشگاه فوتبال رجینا، باشگاه فوتبال آسکولی، باشگاه فوتبال تورینو، باشگاه فوتبال آنکونا، باشگاه فوتبال سالرنیتانا، باشگاه فوتبال ونتزیا، باشگاه فوتبال تریستیانا، باشگاه فوتبال چزنا، باشگاه فوتبال آولینو، و باشگاه فوتبال اتلتیکو آرتزو اشاره کرد.